# Маргарита Саксонська
Маргари́та Саксо́нська (нім. Margarete von Sachsen), повне ім'я Маргарита Кароліна Фредеріка Сесілія Августа Амалія Жозефіна Єлизавета Марія Йоганна Саксонська (нім. Margaretha Karoline Friederike Cecilie Auguste Amalie Josephine Elisabeth Maria Johanna von Sachsen; 24 травня 1840 — 15 вересня 1858) — саксонська принцеса з династії Веттінів, донька короля Саксонії Йоганна I та баварської принцеси Амалії Августи, дружина австрійського ерцгерцога Карла Людвіга.

## Біографія
Маргарита народилась 24 травня 1840 року у Дрездені. Вона була восьмою дитиною і п'ятою донькою в сім'ї саксонського кронпринца Йоганна та його дружини Амалії Августи Баварської. Дівчинка мала трьох старших братів і чотирьох сестер. Єдина молодша сестра, Софія, народилась за п'ять років. Батько, після смерті старшого брата Фрідріха Августа II у 1854, став королем Саксонії.
6 вересня 1856 австрійський дипломат Річард фон Меттерніх на урочистій аудієніції попросив руки принцеси Маргарити для ерцгерцога Карла Людвіга, молодшого брата правлячого імператора Австрії Франца Йосипа. У підлітковому віці Карл Людвіг листувався із своєю кузиною, Зіссі. Проте, через певний час, звернув увагу на її прихильність до свого старшого брата Франца Йосипа. За два роки після їхнього весілля у 1854, він вирішив зробити пропозицію Маргариті, що також доводилася кузиною.

Весілля відбулося 4 листопада 1856 у Дрездені. Нареченій було 16 років, нареченому — 23. Карл Людвіг на той час вже рік виконував обов'язки губернатора Тироля.

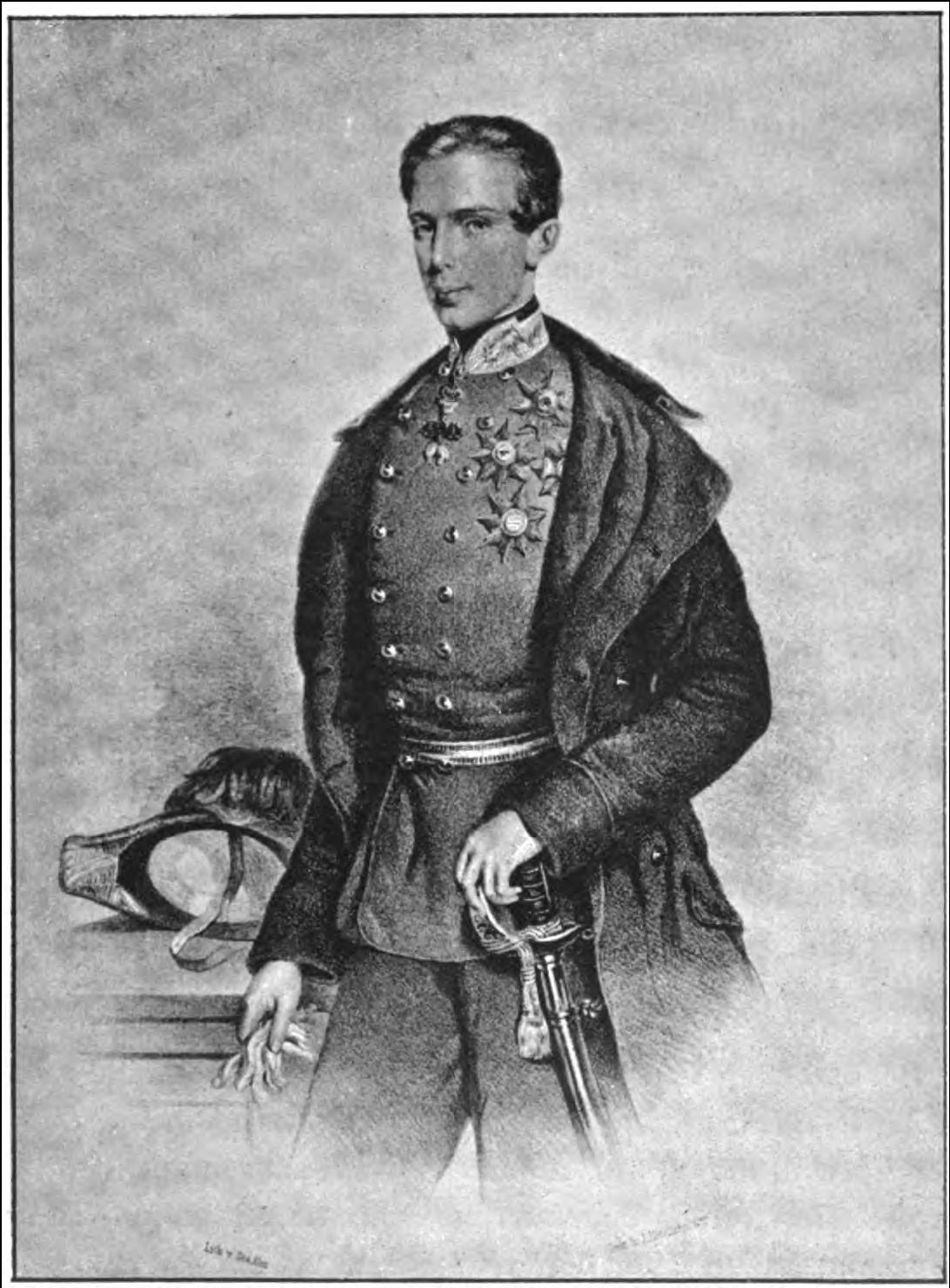
Карл Людвіг Габсбург

Шлюб був щасливим, але тривав лише два роки. Після святкування імператорською родиною народження спадкоємця Рудольфа, пара вирушила у подорож Ломбардією, намісником якої на той час був Фердинанд Макс, брат Карла Людвіга. Під час поїздки Маргарита захворіла на тиф і померла у Монці 15 вересня 1858 у віці вісімнадцяти років. Її тіло поховали в Капуциненкірхе у Відні, серце ж спочило у придворній каплиці Інсбрука.
Глибоко вражений Карл Людвіг мав намір піти в монастир, проте після поїздки до Риму, де зустрівся з Папою Римським Пієм IX, що всіляко заспокоював та підтримував його, повернувся до виконання цивільних обов'язків у Інсбруку. За чотири роки він одружився із Марією Анунціатою Сицилійською. Доньку від цього шлюбу він назвав Маргаритою. Помер Карл Людвіг також від тифу 19 травня 1896.